# Сан-Грегоріо-д'Іппона
Сан-Грегоріо-д'Іппона, Сан-Ґреґоріо-д'Іппона (італ. San Gregorio d'Ippona, сиц. San Griguori) — муніципалітет в Італії, у регіоні Калабрія,  провінція Вібо-Валентія.
Сан-Грегоріо-д'Іппона розташований на відстані близько 480 км на південний схід від Рима, 55 км на південний захід від Катандзаро, 3 км на південний схід від Вібо-Валентії.
Населення — 2525 осіб (2014).
Щорічний фестиваль відбувається 12 березня. Покровитель — San Gregorio Magno.

## Демографія
Населення за роками:

Станом на 1 січня 2023 року в муніципалітеті офіційно проживало 136 іноземців з 24 країн, серед них 72 громадяни країн Євросоюзу та 2 громадяни України.

## Сусідні муніципалітети
- Франчика
- Йонаді
- Сан-Костантіно-Калабро
- Вібо-Валентія